# 울주군수

## 경상남도 울산군수·울주군수
| 선출 방식 | 대수 | 이름                     | 임기                                | 비고                                           |
| --------- | ---- | ------------------------ | ----------------------------------- | ---------------------------------------------- |
| 관선      | 초대 | 코아먀 코토오 (小山光遐) | 1945년 8월 16일 ~ 1945년 10월 2일   | 조선총독부 최후의 울산군수(1945. 03. 31. 부임) |
| 관선      | 2대  | 최동용                   | 1945년 10월 24일 ~ 1946년 11월 17일 |                                                |
| 관선      | 3대  | 유태경                   | 1946년 11월 18일 ~ 1947년 3월 31일  |                                                |
| 관선      | 4대  | 오주석                   | 1947년 4월 1일 ~ 1949년 6월 20일    |                                                |
| 관선      | 5대  | 이박규                   | 1949년 6월 21일 ~ 1950년 5월 5일    |                                                |
| 관선      | 6대  | 박재현                   | 1950년 5월 6일 ~ 1950년 7월 22일    |                                                |
| 관선      | 7대  | 강병수                   | 1950년 7월 23일 ~ 1951년 8월 31일   |                                                |
| 관선      | 8대  | 이희득                   | 1951년 10월 5일 ~ 1953년 1월 5일    |                                                |
| 관선      | 9대  | 김인제                   | 1953년 1월 6일 ~ 1953년 7월 6일     |                                                |
| 관선      | 10대 | 이백순                   | 1953년 7월 7일 ~ 1954년 12월 1일    |                                                |
| 관선      | 11대 | 김극수                   | 1954년 12월 3일 ~ 1956년 7월 9일    |                                                |
| 관선      | 12대 | 장병구                   | 1956년 7월 10일 ~ 1957년 4월 28일   |                                                |
| 관선      | 13대 | 서석지                   | 1957년 5월 30일 ~ 1958년 3월 14일   |                                                |
| 관선      | 14대 | 조창제                   | 1958년 3월 15일 ~ 1960년 5월 24일   |                                                |
| 관선      | 15대 | 윤덕병                   | 1960년 5월 25일 ~ 1960년 9월 13일   |                                                |
| 관선      | 16대 | 정명철                   | 1960년 9월 14일 ~ 1961년 6월 17일   |                                                |
| 관선      | 17대 | 김철년                   | 1961년 6월 18일 ~ 1962년 5월 31일   |                                                |
| 관선      | 18대 | 김현규                   | 1962년 11월 12일 ~ 1964년 1월 31일  |                                                |
| 관선      | 19대 | 김종구                   | 1964년 2월 1일 ~ 1965년 3월 31일    |                                                |
| 관선      | 20대 | 이진섭                   | 1965년 4월 1일 ~ 1966년 9월 30일    |                                                |
| 관선      | 21대 | 이태수                   | 1966년 10월 1일 ~ 1968년 4월 28일   |                                                |
| 관선      | 22대 | 한형구                   | 1968년 5월 1일 ~ 1971년 8월 20일    |                                                |
| 관선      | 23대 | 박용범                   | 1971년 8월 21일 ~ 1973년 6월 30일   |                                                |
| 관선      | 24대 | 한영규                   | 1973년 7월 1일 ~ 1974년 4월 22일    |                                                |
| 관선      | 25대 | 한형구                   | 1974년 4월 23일 ~ 1974년 12월 31일  |                                                |
| 관선      | 26대 | 황길태                   | 1975년 1월 1일 ~ 1976년 3월 30일    |                                                |
| 관선      | 27대 | 김영환                   | 1976년 4월 1일 ~ 1978년 8월 1일     |                                                |
| 관선      | 28대 | 조상래                   | 1978년 8월 2일 ~ 1979년 10월 15일   |                                                |
| 관선      | 29대 | 조규섭                   | 1979년 10월 16일 ~ 1980년 3월 16일  |                                                |
| 관선      | 30대 | 황대영                   | 1980년 3월 17일 ~ 1981년 12월 22일  |                                                |
| 관선      | 31대 | 박필용                   | 1981년 12월 23일 ~ 1983년 4월 13일  |                                                |
| 관선      | 32대 | 손태병                   | 1983년 4월 14일 ~ 1985년 3월 10일   |                                                |
| 관선      | 33대 | 김종학                   | 1985년 3월 11일 ~ 1986년 2월 17일   |                                                |
| 관선      | 34대 | 박지근                   | 1986년 3월 8일 ~ 1988년 6월 10일    |                                                |
| 관선      | 35대 | 이승관                   | 1988년 6월 11일 ~ 1989년 12월 26일  |                                                |
| 관선      | 36대 | 김명규                   | 1989년 12월 27일 ~ 1992년 4월 22일  |                                                |
| 관선      | 37대 | 김진백                   | 1992년 4월 23일 ~ 1993년 3월 28일   |                                                |
| 관선      | 38대 | 황기준                   | 1993년 3월 29일 ~ 1993년 12월 20일  |                                                |
| 관선      | 39대 | 김수영                   | 1994년 1월 3일 ~ 1994년 12월 31일   |                                                |

## 경상남도 울산시 울주구청장
| 선출 방식 | 대수 | 이름   | 임기                             |
| --------- | ---- | ------ | -------------------------------- |
| 관선      | 초대 | 배경석 | 1995년 1월 1일 ~ 1996년 3월 1일  |
| 관선      | 2대  | 손달인 | 1996년 3월 2일 ~ 1997년 6월 30일 |

## 울산광역시 울주군수
| 선출 방식 | 대수     | 이름   | 임기                               |
| --------- | -------- | ------ | ---------------------------------- |
| 민선      | 권한대행 | 허선호 | 1997년 7월 1일 ~ 1998년 6월 30일   |
| 민선      | 초대     | 박진구 | 1998년 7월 1일 ~ 2002년 6월 30일   |
| 민선      | 2대      | 엄창섭 | 2002년 7월 1일 ~ 2006년 6월 30일   |
| 민선      | 3대      | 엄창섭 | 2006년 7월 1일 ~ 2008년 9월 25일   |
| 민선      | 권한대행 | 신장열 | 2007년 9월 10일 ~ 2008년 9월 30일  |
| 민선      | 권한대행 | 박정식 | 2008년 10월 1일 ~ 2008년 10월 29일 |
| 민선      | 4대      | 신장열 | 2008년 10월 30일 ~ 2010년 6월 30일 |
| 민선      | 5대      | 신장열 | 2010년 7월 1일 ~ 2014년 6월 30일   |
| 민선      | 6대      | 신장열 | 2014년 7월 1일 ~ 2018년 6월 30일   |
| 민선      | 7대      | 이선호 | 2018년 7월 1일 ~ 2022년 6월 30일   |
| 민선      | 8대      | 이순걸 | 2022년 7월 1일 ~ 현재              |

## 같이 보기
- 울주군수 선거